# 稲本峯月
3代目稲本 峯月（いなもと ほうげつ、1969年6月11日 - ）は、日本の華道家。
現在峯月流3代目家元。
現在、日本いけばな芸術協会特別会員、中日いけばな協会理事、オール愛知華道連盟常任理事、いけばなインターナショナル会員、豊田市華道連盟理事を務める。
愛知県豊田市（旧挙母市）出身及び在住。

## 来歴
現家元峯月は、2005年（愛知万博開催の年）2月11日に峯月流家元継承祝賀会及び3月に家元継承記念花展を開催し3代目家元を継承。